# Denti della Vecchia
Denti della Vecchia är en bergstopp i Schweiz.   Den ligger i kantonen Ticino, i den sydöstra delen av landet, 160 km sydost om huvudstaden Bern. Toppen på Denti della Vecchia är 1 491 meter över havet, eller 134 meter över den omgivande terrängen. Bredden vid basen är 0,87 km.
Terrängen runt Denti della Vecchia är bergig österut, men västerut är den kuperad. Runt Denti della Vecchia är det ganska glesbefolkat, med 42 invånare per kvadratkilometer.. Närmaste större samhälle är Lugano, 6,8 km sydväst om Denti della Vecchia. 
I omgivningarna runt Denti della Vecchia växer i huvudsak blandskog.